# Jan Rudomina-Dusiacki (kasztelan)
Jan Rudomina-Dusiacki (ur. 1581, zm. 9 lutego 1646) – rotmistrz husarski, poseł na sejmy, chorąży i kasztelan nowogródzki.

## Życiorys
Studiował na Akademii Wileńskiej, gdzie należał do Sodalicji Mariańskiej. Następnie wraz z orszakiem Jana Paca, wojewodzica mińskiego trafił do Ingolstadt. W 1600 wpisał się do metryki tamtejszego uniwersytetu. W sierpniu 1605 przybył do Augsburga, by zostać guwernerem uczących się tam wówczas trzech synów Mikołaja Krzysztofa Radziwiłła („Sierotki”). Wraz z młodymi Radziwiłłami latem 1606 opuścił Augsburg i udał się do Włoch. W początkach maja 1607 podczas studiów w Bolonii niespodziewanie zmarł jeden z synów „Sierotki”. Jan Rudomina powrócił na Litwę latem 1608, wioząc zwłoki byłego podopiecznego z Bolonii do Nieświeża.
Zapewne z pomocą swojego ojca został wybrany w 1610 przez szlachtę powiatu brasławskiego na deputata do Trybunału Litewskiego. Już w 1616 nosił tytuł sekretarza i dworzanina królewskiego. W 1618 otrzymał od Zygmunta III Wazy leśnictwo wilkijskie. Po ojcu otrzymał dobra Połonkę. Dzięki majątkowi oraz funkcji podwojewodziego z ramienia wojewody nowogródzkiego, Mikołaja Sapiehy, zajmował silną pozycję wśród nowogródzkiej szlachty. 27 czerwca 1619 na sejmiku elekcyjnym w Nowogródku wybrano go jako jednego z czterech kandydatów na urząd sędziego ziemskiego, jednak nie otrzymał królewskiej nominacji.
W czasie wojny polsko-tureckiej Jan Rudomina, który prawdopodobnie wcześniej walczył w Inflantach, prowadził zaciąg do chorągwi husarskiej na podstawie listu przypowiedniego wystawionego przez hetmana Jana Karola Chodkiewicza. Wraz z zaciągniętą chorągwią znalazł się w pułku kasztelana połockiego, Mikołaja Bogusława Zenowicza. W czasie bitwy pod Chocimiem (1621) uczestniczył w kontruderzeniowej szarży na spahisów, w której poległ jego brat, Jerzy, a on sam został ranny w rękę.
W drugiej połowie 1627 Jan Rudomina-Dusiacki uczestniczył w wojnie ze Szwedami w Inflantach. W obozie pod Bowskiem dowodził chorągwią husarską liczącą 150 koni. Za zasługi wojenne otrzymał urząd chorążego nowogródzkiego oraz myto w Połocku.
W latach 20. i 30. XVII wieku dziewięciokrotnie był wybierany posłem, między innymi w 1623, 1625, 1629, 1631, 1632, 1634. Poseł na sejm zwyczajny 1635 roku, sejm nadzwyczajny 1635 roku. Jako członek Izby Poselskiej trzykrotnie był deputatem z województwa nowogródzkiego do Trybunału Skarbowego Litewskiego; zajmował się rewizją dóbr tatarskich na Litwie i reformą monetarną. Poseł na sejm konwokacyjny 1632 roku z powiatu nowogródzkiego. W czasie bezkrólewia w 1632 był konsyliarzem u boku interreksa, arcybiskupa Jana Wężyka; odpisał akt konfederacji generalnej uchwalony na konwokacji oraz elekcję Władysława IV. Uczestniczył także w sejmikach, w tym w 1624 w sejmiku nowogródzkim wybierającym posłów na konwokację wileńską, w 1632 w Nowogródku jako dyrektor sejmiku elekcyjnego na urząd pisarza ziemskiego. Przed konwokacją brał też udział zjeździe senatorów i posłów litewskich w Słonimiu (14 czerwca 1632), gdzie poparto hetmana polnego Krzysztofa Radziwiłła, który wezwał do obrony interesów Wielkiego Księstwa Litewskiego.
W 1635 wyróżnił się jako przeciwnik Jerzego Ossolińskiego, oskarżanego o samowolną zmianę konstytucji. Z tego powodu został publicznie zaatakowany przez ówczesnego podskarbiego nadwornego, który wypominał mu mieszczańskie pochodzenie rodziny.
25 lutego 1636 został kasztelanem nowogródzkim, jednak jako senator nie wykazał się aktywnością publiczną, poświęcając się gospodarowaniu w swoich majątkach: Połonka ze Swojatyczami i Krukowiczami (w nich głównie rezydował), Hnieździłów, Wolborowicze i Niebyszyn (powiat oszmiański), połowa kamienicy przy rynku wileńskim (odziedziczona z bratem Krzysztofem), Dołhinów (nabyty od Janusza Kiszki), Milcz (nabyty od Stefana Chrząstowskiego), Hancewicze i Kietowiszki (województwo trockie).
Jan Rudomina-Dusiacki uznawany jest za autora wierszowanego utworu pt. Diariusz prawdziwy expediciej Korony Polskiej y Wielkiego Xięstwa litewsk. Przeciw Osmanowi Cesarzowi Tureckiemu w roku 1621 Pod Chocimem w Wołoszech fortunnie odprawioney.
W testamencie sporządzonym 9 lutego 1646 zostawił dobra ziemskie synom, natomiast córce zapisał 100 tysięcy złotych posagu. Pochowany został w bernardyńskim kościele św. Franciszka w Wilnie.

## Rodzina
Był wnukiem Macieja Rudominy, burmistrza wileńskiego, synem wojskiego brasławskiego Jana i Szczęsnej (Felicji) z Tołoczków. Jego młodsi bracia to Piotr, kasztelan dorpacki i smoleński, oraz Krzysztof, wojewoda miński.
Ożenił się z chorążanką rzeczycką, Krystyną Horodyską (zm. 1651), z którą miał synów Michała i Gabriela oraz córkę Annę (żonę kolejno: Andrzeja Radzimińskiego, podkomorzego żmudzkiego; Michała Wojny, starosty chwiejdańskiego; Krzysztofa Białłozora, starosty upickiego.